# 东北师范大学
- 關於位于沈阳市，今名东北大学，1950年至1993年间曾用名东北工学院的综合性大学，請見「东北大学 (中国)」。
- 關於位于四平市，今名吉林师范大学的原四平师范学院，請見「吉林师范大学」。

东北师范大学，简称东北师大或东师，位于中华人民共和国吉林省长春市南关区，原“211工程”大学之一，隶属于中华人民共和国教育部。建校于1946年，原名为东北大学，是中国共产党在中国东北地区创建的第一所综合性大学；1950年，在第一次中国高等院校院系调整中，易名为东北师范大学，类型变更为师范大学。目前共有本部、净月两个校区。

## 历史
学校建校于1946年，是中国共产党在东北地区创建的第一所综合性大学，原名“东北大学”。1946年，延安大学、华北联合大学百余名教师、干部加入。1949年迁至并定址长春。随后，并入了：
- 国立长春大学：1946年10月中华民国国民政府接收了在长春的“建国大学”、“大同学院”、“新京醫科大學”、“新京工业大学”、“新京法政大學”、“新京畜产兽医大学”等原满洲国14所高等院校的部分在校生，少数是招考和转学来的学生以及国军青年军（208师）的退伍复学学生，合并组建而成。1948年10月解放军攻占长春后，该大学文、理、法三个学院并入中国共产党领导的东北大学。
- 国立东北大学：1949年文、法、商学院并入中国共产党领导的东北大学。
- 国立长白师范学院：1946年3月，中共在吉林市的伪满吉林师道大学旧址复建吉林大学，1946年5月中共撤出吉林市，国民党在此设立国立长白师范学院，1948年3月解放军攻占吉林市后恢复吉林大学，1948年6月并入中国共产党领导的东北大学。

1950年4月，根据国家教育事业发展的需要，东北人民政府将学校易名为“东北师范大学”，学校类型变更为师范大学。
东北师范大学第一任校长为著名将军张学良之胞弟、东北行政委员会副主席张学思。此外，教育家张如心、成仿吾、丁浩川等人亦曾担任领导职务。
1958年10月，学校改名为“吉林师范大学”（与今吉林师范大学并非同一学校），并改为隶属于吉林省人民政府。1971年7月至1977年9月，学校因文革停办。1978年2月改为教育部、吉林省人民政府共同隶属。1980年8月恢复“东北师范大学”一名，并恢复隶属于教育部。
1995年，学校通过211工程的部门预审，成为该工程的重点建设大学。
2020年，10月，东北师范大学深圳研究院成立；12月18日，经中华人民共和国教育部批准，原由东北师范大学管理的独立学院东北师范大学人文学院脱离该校管理，并转设为民办普通高等学校长春人文学院，由吉林省鹊源国际生物工程有限公司全资持有。

## 学校现况
1995年，学校通过211工程的部门预审，成为第一所进入国家211工程重点建设的师范大学，2004年，学校被批准建立研究生院。现有24887名在校学生（其中本科生14459名，博士、硕士研究生9797人，外国留学生631人），1516名专任教师（其中教授438人、博士生导师276人），23个学院（部），59个本科专业，151个硕士学位授权点、111个博士学位授权点、34个硕士学位授权一级学科，22个博士学位授权一级学科，16个博士后科研流动站；1个教育博士专业学位点，17个硕士专业学位点；5个二级学科国家重点学科，8个“211工程”重点学科建设项目，21个“十二五” 吉林省一级学科优势特色重点学科。
学校目前拥有一座国家级实验室、一座国家专业实验室、五座教育部重点实验室。
目前，学校在两校区建有两所图书馆，总建筑面积3.83万平方米，纸质藏书量约343万册，阅览座位5045个。同时学校建有自然博物馆，总建筑面积1.67万平方米，收藏自然标本3万多号，近7万件。
东北师范大学有第三世界科学院院士1名，教育部长江学者特聘教授8名、3名教授入选中科院“百人计划”，40名教师入选教育部“跨世纪／新世纪”优秀人才计划，4名教师被评为国家级教学名师。
此外，东北师范大学有1所附属中学，1所附属实验学校，1所附属小学，1所附属幼儿学园。

## 学校机构

### 院系设置
学校共设教育学部、心理学院，马克思主义学部、政法学院、经济与管理学院、文学院、历史文化学院、外国语学院、音乐学院、美术学院、数学与统计学院、计算机科学与信息技术学院、信息与软件工程学院、物理学院、化学学院、生命科学学院、城市科学学院、环境学院、体育学院、传媒科学学院、留学生教育学院、民族教育学院和远程与继续教育学院。

### 重点实验室（重点研究基地）
- 国家工程实验室：药物基因和蛋白筛选国家工程实验室
- 国家专业实验室：草地生态工程实验室
- 教育部重点实验室：植被生态科学实验室、多酸科学实验室、应用统计实验室、分子表观遗传学实验室、紫外光发射材料与技术实验室
- 教育部人文社会科学百所重点研究基地：农村教育研究所、世界文明史研究中心
- 国家环保总局国家环境保护湿地生态与植被恢复重点实验室
- 教育部基础教育课程研究中心
- 教育部农业与医药基因工程研究中心
- 教育部数字化学习支撑技术工程研究中心
- 吉林省生态系统恢复与生态系统管理实验室

## 历任校长
- 张学思（1946年2月－1948年6月）
- 张如心（1948年7月－1952年9月）
- 成仿吾（1952年10月－1958年8月）
- 丁浩川（1958年9月－1961年8月）
- 黄彦平（1961年9月－1964年7月）
- 亚马（1964年8月－1968年10月）
- 刘光（1979年10月－1981年1月）
- 黄彦平（1981年2月－1983年6月）
- 郝水（1983年7月－1986年10月）
- 黄启昌（1986年11月－1992年11月）
- 王荣顺（1992年12月－1998年10月）
- 史宁中（1998年11月－2012年4月）
- 刘益春（2012年4月－2023年2月）
- 徐海阳（2023年2月－）

## 校徽释义
目前东北师大的校徽造型，采用了原校徽中“笔尖”、“五星”、“书籍”并重新组合。校徽底部为三个递进的“萌芽”造型，象征中小学教育，体现其“为基础教育服务”的办学宗旨。中部打开的书籍，象征着知识与文化的教育及传承，其“V”字形的造型，又寓意英文“victory”（胜利）。上部为向上拓展的“笔尖”造型，象征教育事业的发展、进取精神。色调采用蓝白搭配，其中蓝色象征世界的本源和希望，寓意无限、理想与永恒；白色则象征着纯洁、高尚。 

## 学校特色
- 教师教育
- 长期坚定不移的为基础教育服务
- 率先探索并建立“院系教授委员会制度”[4]

## 校歌
东北师范大学校歌词作者为公木，曲作者为吕远。

## 知名校友
- 植物学家、中科院院士：郝水
- 统计学家、第三世界科学院院士：白志东
- 文学史家：杨公骥
- 诗人：张松如（公木）
- 文学理论家：蒋锡金
- 文字学家：孙常叙
- 历史学家：林志纯
- 历史学家：李洵
- 历史学家：朱寰
- 历史学家：丁则民
- 教育学家：陈元晖
- 教育学家：王逢贤
- 教育学家：吴杰
- 教育学家：梁忠义
- 心理学家：杨清
- 地理学家：陈才
- 数学家：陆家羲
- 党史学家：郑德荣
- 生态学家：祝廷成
- 体育学家：林笑峰
- 社会活动家：伊力哈木·土赫提

## 校园风光
|                      |        |                      |
| 东北师范大学本部校门 | 体育馆 | 东北师范大学净月校区 |